# Radio Tonga
Radio Tonga (también conocida por su sigla A3Z) es la principal estación de radio comercial en Tonga, fundada en 1961 por la reina Carlota Tupou III, y funciona como servicio radial de la Tonga Broadcasting Commission (TBC). Su eslogan es "The Call of the Friendly Islands" (en español: "El Llamado de las Islas Amigables"). Radio Tonga en la actualidad transmite sus servicios en tres frecuencias separadas.

## Radio Tonga 1
Siendo la radioemisora con más cobertura en Tonga, esta señal transmite diariamente de 6 a. m. hasta medianoche, en la frecuencia de 1017 kHz. Este es el único servicio de la TBC que ha estado en operación desde que se lanzó la TBC en 1961. Emite noticias locales, del Pacífico e internacionales, así como música tongana, y música popular extranjera, principalmente de los años 70 y 80. Varias organizaciones eclesiásticas locales y negocios tienen programas semanales, y, a pesar de que está en manos del gobierno y mantenida por él, una fuente significativa de sus ingresos recaen en la publicidad comercial. En situaciones de emergencia local, tales como los ciclones tropicales, Radio Tonga es conocida por quedarse al aire toda la noche con actualizaciones constantes de la información proveniente del Servicio Meteorológico de Tonga. Radio Tonga 1 puede ser oída a lo largo y ancho de todo el Reino de Tonga, incluyendo los alejados grupos de islas de Ha'apai, Vava'u, Niuafo'ou y Niuatoputapu, sin embargo ha habido reportes de radioescuchas que reciben la señal en lugares más distantes, como Samoa e incluso Finlandia.

## Radio Tonga 2 - Kool 90FM
Anteriormente conocida como FM97, ahora transmitiendo en la frecuencia de 90.0 MHz, esta radioemisora FM de tipo comercial comenzó a inicios de los años 90, y en la actualidad transmite las 24 horas del día, emitiendo principalmente a los artistas ubicados en la punta de las listas de audiencia. Luego de que la transmisión local termina a la medianoche, se releva la programación a la BBC vía satélite hasta que la emisión local vuelve a las 7:00 a. m. Este servicio sólo puede ser escuchado en la isla principal de Tongatapu, y en sus islas más cercanas como 'Eua, Pangaimotu and Atata.

## 103FM
Lanzada el 21 de noviembre de 2005, esta radio FM que transmite en la frecuencia 103.0 MHz repite la señal de Radio Australia las 24 horas, y sólo es disponible en las islas de Tongatapu y 'Eva.